# Normsäkring

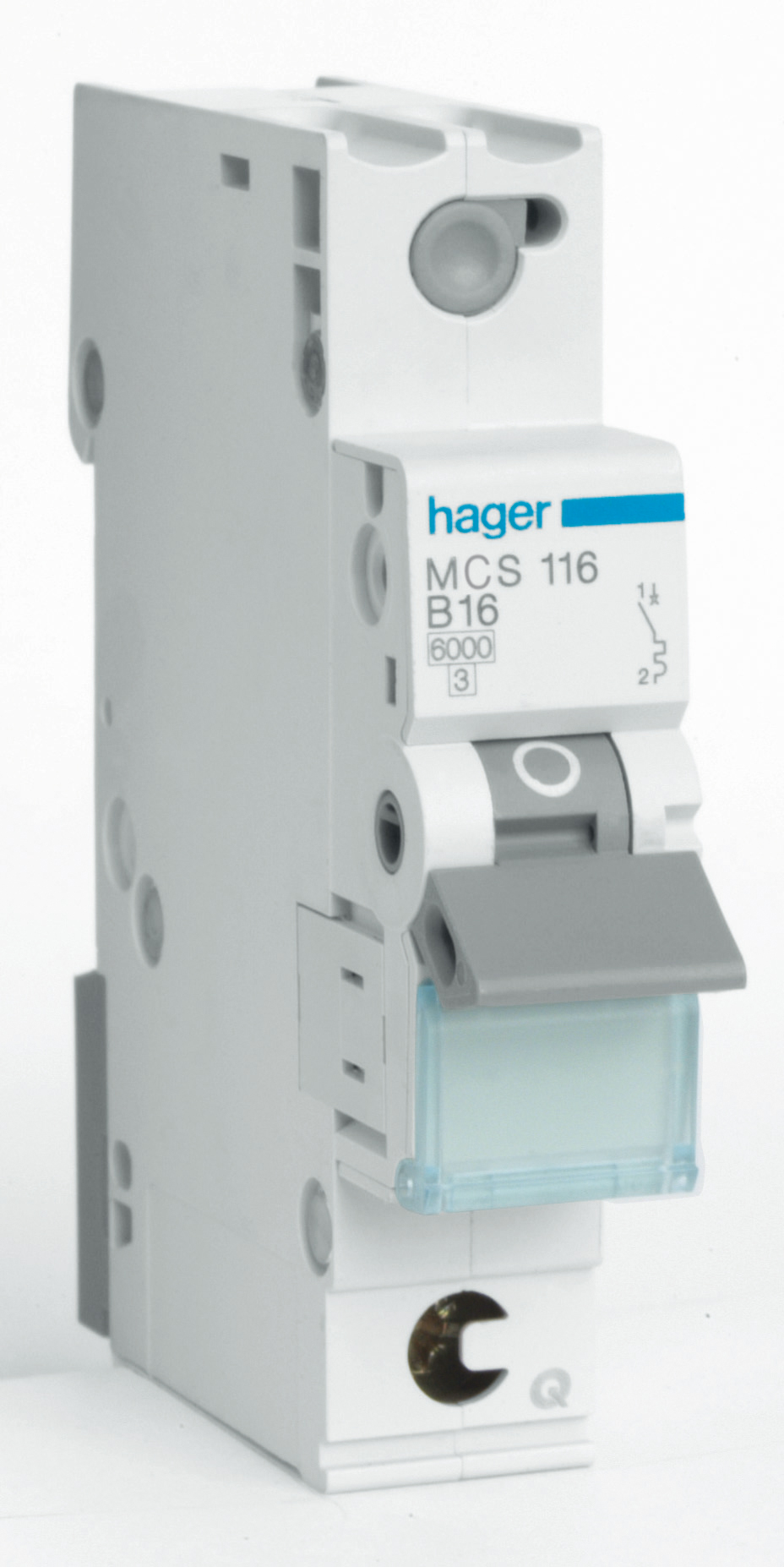
Enpolig dvärgbrytare från Hager.

Normsäkring är en fackterm för automatiska överströmsskydd som ska skydda elektriska kretsar vid överlast.
Exempel på automatiska strömbrytare är dvärgbrytare. De förekommer som B-karakteristisk ("snabb"), C-karakteristisk ("trög") och ibland förekommer de även som D-karakteristisk.
Normsäkring är en så kallad fackterm och beskriver en säkring som passar i en elcentral med DIN-skena. Ett slarvigt uttryck för dvärgbrytare är "automatsäkring" men det är ett vilseledande ord och bör inte användas.